# فوركا
فوركا (Foreca Ltd) هي شركة فنلندية للتنبؤ بالطقس، وهي الأكبر من نوعها في بلدان شمال أوروبا، يوجد مقرها الرئيسي في العاصمة الفلندية هلسنكي.

## تاريخ الشركة
أُنشئت فوركا أول مرة في عام 1996 تحت اسم «فنلندا خدمة الطقس». في يناير من سنة 2001 تم تغيير اسمها إلى فوركا لاحتمال توسيع نطاق الشركة دوليا.
منذ عام 2004، قامت الشركة بعقد شراكة مع شركة مايكروسوفت لإنتاج محتوى مواقعها على الإنترنت MSN الدولية. عن طريق هذه المواقع تنتج فوركا التنبؤات الجوية في 25 لغة و194 بلدا و8500 مدينة. وتوفر معلومات عن الطقس في الآونة الأخيرة للتطبيق إم إس إن وكورتانا.
وتمتلك الشركة أيضا تطبيق للهواتف الذكية مجاناً لتنبؤات الطقس يسمى الحرة فوريكاويثير. ويوفر الظروف الحالية والتنبؤات الجوية ل 10 أيام والرسوم المتحركة للطقس لأي مكان في العالم. ويتوفر التطبيق لأجهزة أندرويد.

## وصلات خارجية
- الموقع الرسمي